# Malagasyconus
Malagasyconus is een geslacht van weekdieren uit de klasse van de Gastropoda (slakken).

## Synoniemen
- Malagasyconus bonfigliolii (Bozzetti, 2010) => Conus (Malagasyconus) bonfigliolii (Bozzetti, 2010) => Conus bonfigliolii (Bozzetti, 2010)
- Malagasyconus lozeti (Richard, 1980) => Conus (Malagasyconus) lozeti Richard, 1980 => Conus lozeti Richard, 1980